# 僕は森世界の神になる
『僕は森世界の神になる』（ぼくはしんせかいのかみになる）とは、神奈川電子技術研究所によって開発された、Windowsで起動できる食物連鎖をモチーフとしたインディーズ・ゲームである。2010年よりパッケージ発売が開始され、2011年からはPLAYISMにてダウンロード販売が開始。また2013年には株式会社ピグミースタジオが、続編『僕は森世界の神になるの亜種』の要素を追加しPlayStation Mobile版『僕は森世界の神になる』をリリース。英語版『Forevolution』も同時にリリースされた。

## 概要
プレイヤーは森世界の神となり、画面上に表示されたキャラクターを「間引く」ことだけができる。間引くことで養分が発生し、生き物の種にその養分を与えることで生物を進化させることが可能。ミッションの条件を満たすことでステージクリアとなる。キャラクターの名前はすべて大阪の地名にちなんだものとなっている。4Gamer.netの「インディーズゲームの小部屋」に掲載されたほか、東京ゲームショウ2011内の企画「センス・オブ・ワンダー・ナイト2011」選出作。

## 開発
開発者がラオスに旅行した際に牛が糞をしながら草を食む様子をヒントに開発された。